# Ashchysay (ort)
Ashchysay (kazakiska: Qaraturyq, Ащысай, ryska: Каратурук, kazakiska: Қаратұрық) är en ort i Kazakstan.   Den ligger i oblystet Almaty, i den sydöstra delen av landet, 1 000 km sydost om huvudstaden Astana. Ashchysay ligger 607 meter över havet och antalet invånare är 3 565.
Terrängen runt Ashchysay är platt åt nordväst, men åt sydost är den kuperad. Terrängen runt Ashchysay sluttar norrut. Runt Ashchysay är det glesbefolkat, med 13 invånare per kvadratkilometer. Det finns inga andra samhällen i närheten. Trakten runt Ashchysay består i huvudsak av gräsmarker.